# Недес, Паоло
Паоло Недес (укр. Паоло Недес ; род. 27 марта 2003, Анцио, Лацио) — украинский футболист, защитник.

## Биография
В ДЮФЛУ выступал за «Мариуполь» и «Шахтёр (Донецк)». В начале августа 2019 переведен в юношескую команду донецкого состава, а 9 апреля 2021 дебютировал уже в составе молодежной команды «горняков».
В середине февраля 2021 перешел в «Мариуполь», где сначала выступал за юношескую команду клуба. В футболке взрослой команды «приазовцев» дебютировал 18 сентября 2021 в проигранном (0:5) домашнем поединке 8-го тура Премьер-лиги Украины против донецкого «Шахтёра». Паоло вышел на поле в стартовом составе и отыграл весь матч.